# 888 Seventh Avenue
888 Seventh Avenue (früher: The Arlen Building) ist ein Wolkenkratzer in Manhattan in New York City. Das nach seiner Adresse benannte Bauwerk beherbergt den Hauptsitz des Vornado Realty Trust.

## Beschreibung
Der Büroturm befindet sich in Midtown Manhattan in einem Block zwischen der Seventh Avenue und Broadway sowie West 56th und 57th Street ein. Das Gebäude mit L-förmigen Grundriss grenzt hierbei an die Seventh Avenue, die 56th und 57th Street. Der Turm steht an der sogenannten Billionaires’ Row schräg gegenüber dem 472 Meter hohen Central Park Tower. Angrenzend an die Carnegie Hall mit dem Carnegie Hall Tower ist er nur wenige Meter vom Columbus Circle und dem Central Park entfernt. An der Kreuzung 7th Avenue/57th Street befindet sich die Zugänge zur Station 57 Street der New York City Subway mit den Linien .
Das Architekturbüro Emery Roth & Sons hat den Büroturm entworfen. Früher war er als „The Arlen Building“ bekannt, benannt nach dem Bauherren Arlen Realty & Development Corporation. Baubeginn war am 7. August 1968 mit der Grundsteinlegung, die feierliche Eröffnung fand 1971 statt. Der Wolkenkratzer ist 191,4 m (628 Fuß) hoch und hat 45 Etagen. Die Fassade besteht aus grün getöntem Glas, das in schwarzen Aluminium-Rahmen eingefasst ist. Im Erdgeschoss befinden sich die Restaurants „Brooklyn Diner“ an der 57th Street und „Redeye Grill“ an der Ecke 7th Avenue/56th Street. 2006 renovierte MdeAS Architects die Lobby, Aufzüge und die Plaza und verkleidete sie mit weißem Marmor. Der Wolkenkratzer ist eines von 41 Gebäuden in Manhattan, die ab 2019 ihre eigene Postleitzahl erhalten haben; 888 Seventh Avenue wurde die Postleitzahl 10106 zugewiesen.
Der Büroturm verfügt über eine LEEDv4.1 Gold-Zertifizierung (Leadership in Energy and Environmental Design) für umweltfreundliches Bauen.

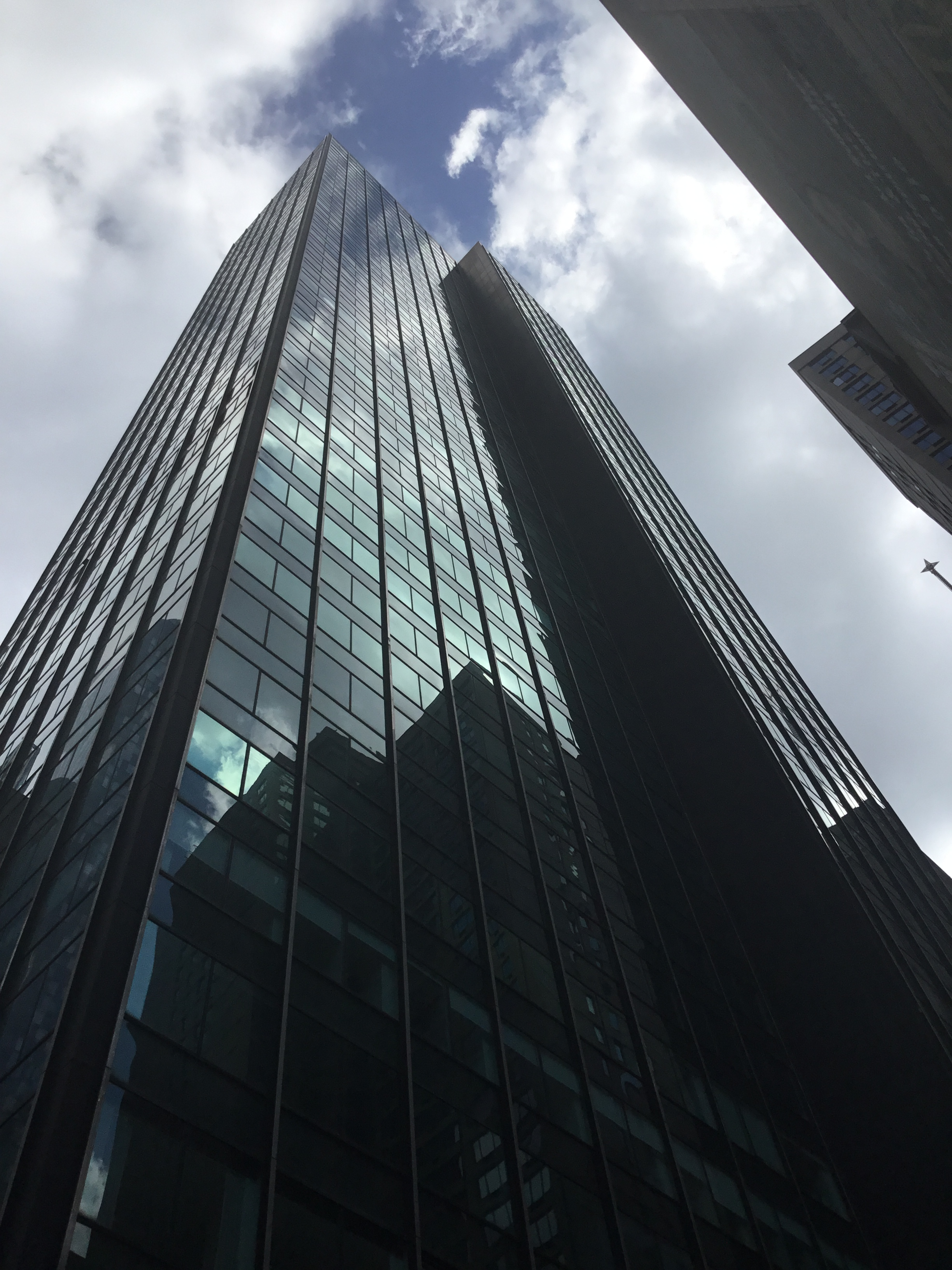
Vertikale Ansicht
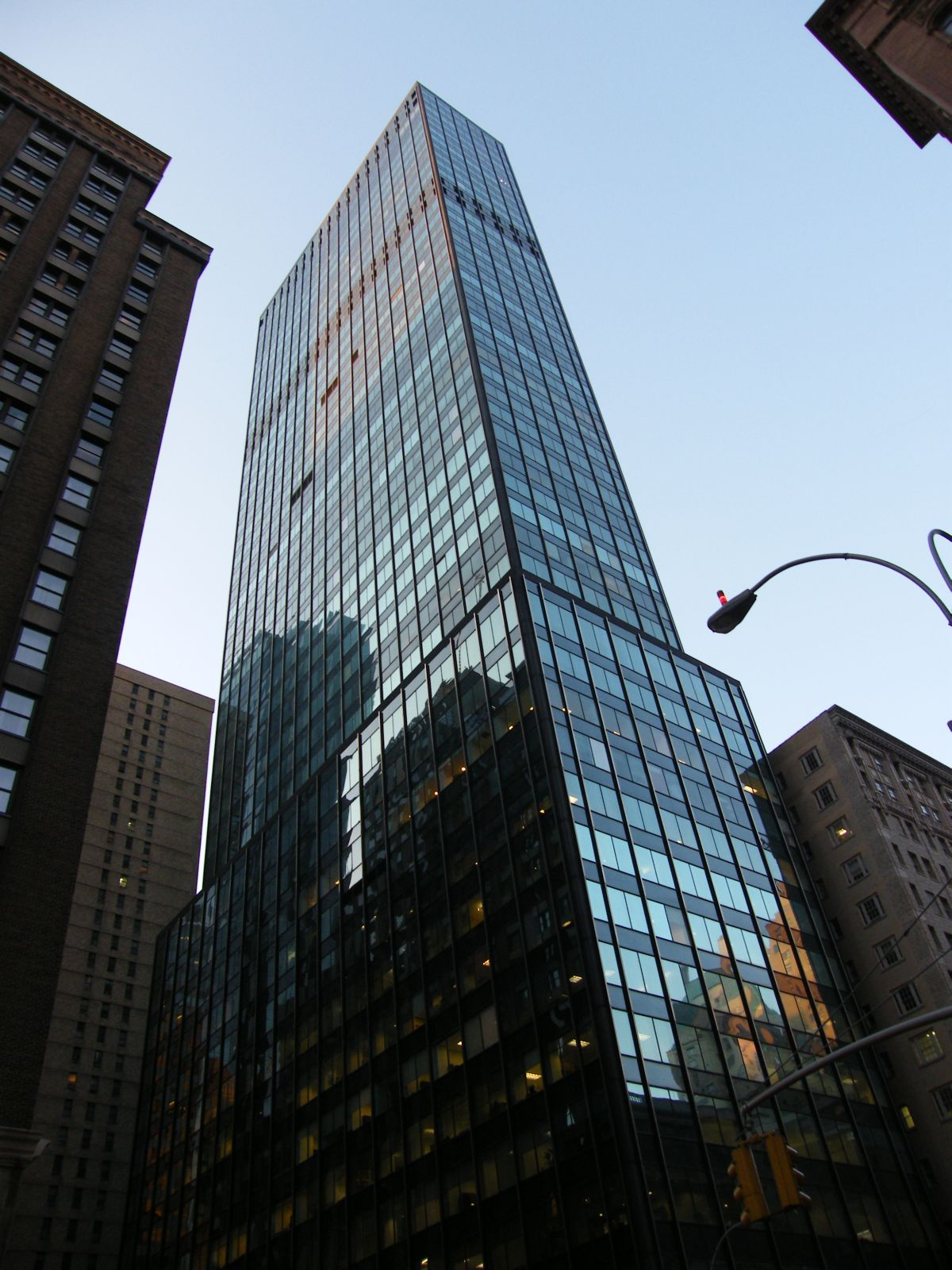
Der Büroturm 2008
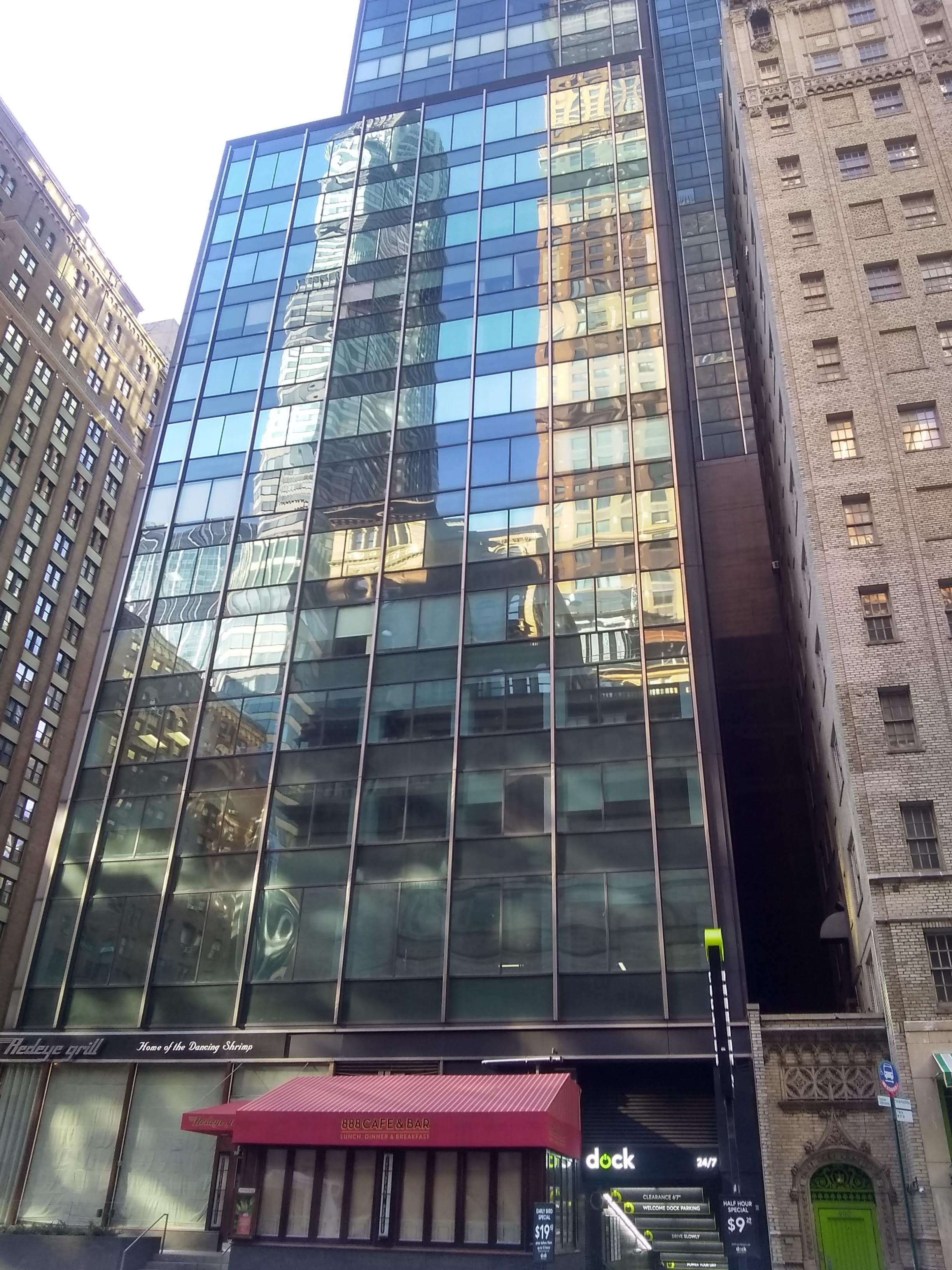
Basis an der 7th Avenue